# Kovrig Béla
Kovrig Béla (Budapest, 1900. április 8. – Milwaukee, 1962. december 19.) szociológus, politikus, egyetemi tanár.

## Életpályája
Az erdélyi örmény Kovrig/Govrik család leszármazottja. 
A budapesti tudományegyetemen tanult, itt doktorált államtudományból (1920) és jogtudományokból (1921). Az egyetem elvégzése után a politikai pályát választja. 1923-ban Bethlen István miniszterelnök személyi titkára, majd a miniszterelnökség nemzetiségi és kisebbségi osztályán fogalmazó volt. 1927-től a Népjóléti és Munkaügyi Minisztériumban dolgozott, majd az Országos Társadalombiztosítási Intézet aligazgatója, igazgatója, igazgatási főosztályvezetője volt. Törvények (pl. az öregségi és rokkantsági biztosításról szóló törvény, 1928) kidolgozója. 1935–1938 között meghívott szakelőadó a Budapesti Műszaki Egyetemen. Teleki Pál miniszterelnök megbízásából a miniszterelnökségen dolgozott 1939–1940-ben.
1940–1944 között egyetemi tanár a kolozsvári tudományegyetemen. Különböző tisztségeket is vállalt, így 1941–1942-ben az újonnan alapított Közgazdaságtudományi Kar dékánja, az egyetemi tanács elnöke, 1942–1943-ban pedig rektor volt. 1944-ben az Új Erdély felelős szerkesztője.
Társadalomtudósként támogatta számos keresztényszociális szervezet (például a KALOT, az EMSZO, a Magyar Dolgozók Országos Hivatásszervezete, a Szociális Testvérek Társasága) tevékenységét.
A második világháború után a Vallás- és Közoktatásügyi Minisztériumban, majd az Újjáépítési Minisztériumban dolgozott. Tanított budapesti Műszaki és Gazdaságtudományi Egyetemen, majd az Agrártudományi Egyetemen, végül 1947-től az egri székhelyű Magyar Katolikus Állami- és Jogtudományi karon – közkeletű nevén: az egri Jogakadémián. Szakértője volt a Barankovics-féle Demokrata Néppártnak.
1948-ban kivándorolt az Amerikai Egyesült Államokba. 1949-től haláláig a milwaukee-i Marquette Egyetemen a szociológia tanára volt.

## Munkássága

### Könyvei
- A mai munkanélküléség problémája és orvoslása (Budapest, 1924)
- Az ipari békéről (Budapest, 1925)
- Az új Oroszország: 1917–1926 (Franklin, Budapest, 1926)
- A szociális lakáspolitika (Falk Kiadó, Budapest, 1929)
- A magánalkalmazottak nyugdíjbiztosítása és a vállalati nyugdíjintézmények újjászervezése (Tébé Kiadó, Budapest, 1929)
- Az antiszociális áradattal szemben (Budapest, 1930
- A magyar szociálpolitika igaza a liberális és szocialista eszmerendszerek küzdelmében (Wodianer, Budapest, 1932)
- Fasizmus–hitlerizmus, új államfelfogások – társadalmi szemlélet és politika (Budapest, 1934)
- Szociálpolitika (Magyar Szemle Társaság, Budapest, 1936)
- Társadalombiztosítási kézikönyv (társszerző: V. Nádújfalvy József, Pallas, Budapest, 1938)
- Hogy életünk emberibb legyen (Stádium, Budapest, 1940)
- Korfordulón (Budapest, 1940)
- Embersors a szovjetéletben (Athenaeum, Budapest, 1941)
- Társadalom és társadalompolitika (Kolozsvár, 1942)
- Magyar társadalompolitika, 3 kötet, (M. Kir. Ferenc József Tudományegyetem Társadalompolitikai Intézet, Kolozsvár, 1944) /Kereskedelmi forgalomba nem került/.
- Merre megyünk? (EMSZO-KALOT, Budapest, 1943 és Barankovics István Alapítvány, Bp., 2018
- A munka védelme a Dunai államokban (Kolozsvár, 1944)
- Magyar társadalompolitika. 1920–1945 (New York, 1954, Budapest, Gondolat, 2011)
- Hungarian Social Policies (New York, 1954)
- From Disorder to World Order (Milwaukee, 1956)
- National communism and Hungary. The way of an idea. A sociological account (Milwaukee, 1958)
- Nemzeti kommunizmus és Magyarország. Egy eszme története (Milwaukee, 1958, Budapest, Gondolat, 2016)
- Katolikus demokratikus és szociális reformmozgalmak Magyarországon (Barankovics Alapítvány–Gondolat, Bp., 2019)